# Lerkendal Stadion
Lerkendal stadion är en fotbollsanläggning i Trondheim i Norge. Den är hemmaplan för Rosenborg BK. Lerkendal Stadion invigdes den 10 augusti 1947. 
I samband med Rosenborg BK:s storhetstid under andra halvan av 1990-talet och början av 2000-talets första decennium har många europeiska storklubbar åkt på stryk här, bland annat spanska Real Madrid CF, engelska Blackburn Rovers FC, portugisiska FC Porto och skotska Celtic FC. I och med den europeiska succén krävdes modernare anläggningar och 2003 stod den nya Lerkendal stadion klar med en publikkapacitet på 21 405personer, alla sittplatser. Publikrekordet slogs år 1985 och är officiellt på 28 569 personer, den egentliga publiksiffran lär ha varit större eftersom man var tvungen att öppna portarna på grund av det enorma trycket, det har spekulerats i att den verkliga siffran låg runt 32 000. Tack vare ett kraftigt ökande publiksnitt har man börjat planera en utökning till mellan 30 000 eller 40 000[källa behövs].